# Golemo Babino
Golemo Babino (Bulgaars: Големо Бабино) is een dorp in het noordwesten van Bulgarije. Het dorp is gelegen in de gemeente Krivodol in de oblast Vratsa. Het dorp ligt ongeveer 19 km ten noorden van Vratsa en 73 km ten noorden van de hoofdstad Sofia.

## Bevolking
Op 31 december 2020 werden er 231 inwoners in het dorp geregistreerd door het Nationaal Statistisch Instituut van Bulgarije, een daling ten opzichte van het maximum van 871 inwoners in 1946.
|  |

In het dorp wonen nagenoeg uitsluitend etnische Bulgaren. In 2011 identificeerden 285 van de 290 respondenten zichzelf als etnische Bulgaren. De overige 5 respondenten waren Roma.
| Etnische samenstelling van de respondenten (2011) | Etnische samenstelling van de respondenten (2011) | Etnische samenstelling van de respondenten (2011) | Etnische samenstelling van de respondenten (2011) | Etnische samenstelling van de respondenten (2011) |
| ------------------------------------------------- | ------------------------------------------------- | ------------------------------------------------- | ------------------------------------------------- | ------------------------------------------------- |
|                                                   |                                                   |                                                   |                                                   |                                                   |
| Bulgaren                                          | Bulgaren                                          |                                                   | 98,3%                                             | 98,3%                                             |
| Turken                                            | Turken                                            |                                                   | 0,0%                                              | 0,0%                                              |
| Roma                                              | Roma                                              |                                                   | 1,7%                                              | 1,7%                                              |
| Anders/Onbekend                                   | Anders/Onbekend                                   |                                                   | 0,0%                                              | 0,0%                                              |